# Eldred Henry
Pour les articles homonymes, voir Eldred.
Eldred Henry (né le 18 septembre 1994 à Road Town) est un athlète des îles Vierges britanniques, spécialiste du lancer de poids et de disque.

## Carrière
Il représente son pays aux Jeux olympiques de 2016. Il détient de nombreux records nationaux, dont celui du poids en 20,18	m, établi le 30 juillet 2018 à 	Barranquilla, pour remporter la médaille de bronze lors des Jeux d’Amérique centrale.
Le 10 août 2018, lors des championnats NACAC de Toronto, il porte ce record à 20,63 m et termine 5e de la finale.

## Palmarès
| Date | Compétition                              | Lieu         | Résultat | Epreuve | Marque  |
| ---- | ---------------------------------------- | ------------ | -------- | ------- | ------- |
| 2013 | Championnats panaméricains juniors       | Medellín     | 4e       | Poids   | 17,75 m |
| 2013 | Championnats panaméricains juniors       | Medellín     | 5e       | Disque  | 55,45 m |
| 2014 | Championnats NACAC espoirs               | Kamloops     | 5e       | Poids   | 16,98 m |
| 2014 | Championnats NACAC espoirs               | Kamloops     | 4e       | Disque  | 52,15 m |
| 2015 | Jeux panaméricains                       | Toronto      | 12e      | Poids   | 16,47 m |
| 2015 | Jeux panaméricains                       | Toronto      | finale   | Disque  | NM      |
| 2015 | Championnats NACAC                       | San José     | 5e       | Poids   | 18,49 m |
| 2015 | Championnats NACAC                       | San José     | 6e       | Disque  | 52,82 m |
| 2016 | Championnats NACAC espoirs               | San Salvador | 3e       | Poids   | 19,11 m |
| 2016 | Championnats NACAC espoirs               | San Salvador | 3e       | Disque  | 56,45 m |
| 2018 | Jeux du Commonwealth                     | Gold Coast   | 11e      | Poids   | 18,19 m |
| 2018 | Jeux du Commonwealth                     | Gold Coast   | 11e      | Poids   | 50,96 m |
| 2018 | Jeux d'Amérique centrale et des Caraïbes | Barranquilla | 3e       | Poids   | 20,18 m |
| 2018 | Championnats NACAC                       | Toronto      | 5e       | Poids   | 20,63 m |
| 2019 | Jeux panaméricains                       | Lima         | 6e       | Poids   | 19,82 m |

## Records
| Épreuve           | Épreuve   | Performance  | Lieu       | Date            |
| ----------------- | --------- | ------------ | ---------- | --------------- |
| Lancer du poids   | Plein air | 20,63 m (NR) | Toronto    | 10 août 2018    |
| Lancer du poids   | En salle  | 20,00 m (NR) | Glendale   | 21 février 2015 |
| Lancer du disque  |           | 61,90 m (NR) | La Jolla   | 26 avril 2014   |
| Lancer du marteau |           | 47,48 m (NR) | Hutchinson | 14 mai 2015     |